# Kalbach-Riedberg
Kalbach-Riedberg, Frankfurt-Kalbach-Riedberg – 12. okręg (Ortsbezirk) we Frankfurcie nad Menem, w kraju związkowym Hesja, w Niemczech. W skład okręgu wchodzi jedna, identyczna z okręgiem, 43. dzielnica (Stadtteil) Frankfurtu Kalbach-Riedberg. Liczy 20 756 mieszkańców (31 grudnia 2018) i ma powierzchnię 6,166 km².

## Historia
Potok Kalbach (od kalter Bach, z niem. „zimny potok”), od którego pochodzi nazwa miejscowości Kalbach, wedle podania wytrysnął ze źródła w 754 r., w czasie gdy na pobliskim wzgórzu zwanym Riedberg zatrzymała się prowadząca z Moguncji do Fuldy procesja z relikwiami św. Bonifacego Winfrida. Wieś Kalbach po raz pierwszy wzmiankowano w roku 772. W 1727-1730 wzniesiono w stylu barokowym katolicki kościół parafialny pod wezwaniem św. Wawrzyńca. Należącą do Elektoratu Moguncji miejscowość przyłączono po jego rozwiązaniu w roku 1802 do Księstwa Nassau-Usingen (później wchodzącego w skład Księstwa Nassau), a w 1866 wraz z całym księstwem do Królestwa Prus. W latach 1906–1910 poprowadzono przez Kalbach linię tramwajową z Frankfurtu do Homburga. Otwartą 4 maja 1910 linię tramwajową nr 25 przekształcono 19 grudnia 1971 w linię metra A2 (później przemianowaną na U2). W 1935 liczba mieszkańców przekroczyła 1000. Wieś przyłączono do Frankfurtu nad Menem 1 sierpnia 1972, miała wtedy 3406 mieszkańców. W 2004 otwarto centrum handlu hurtowego (Frischezentrum Frankfurt am Main). Ponadto dzielnica uzyskała wyjazd z autostrady A 661.
W początku XXI na terenie wzgórza i dawnych pól Kalbachu powstało osiedle Riedberg, największe nowe osiedle Frankfurtu. W 1993 przeprowadzono pierwsze analizy zabudowy terenu. Plan urbanistyczny osiedla powstał w 1995 na podstawie zwycięskiego projektu konkursowego biura Trojan + Trojan und Neu z Darmstadtu. W 1996 opracowano miejscowy plan zabudowy, w mocy od maja 1997, który w 2002 znowelizowano, a następnie wprowadzono do 2015 łącznie sześć zmian dotyczących poszczególnych obszarów osiedla. 12 grudnia 2010 otwarto linie metra U8 i U9, łączące dzielnicę z centrum miasta i z dzielnicą Ginnheim. W 2012 otwarto Gymnasium Riedberg. W 2017 zakończono postępowanie urbanistyczne. Od roku 2018 powstaje na osiedlu siedem budynków mieszkalnych projektu Daniela Libeskinda.

## Oświata
W dzielnicy znajdują się cztery szkoły podstawowe i dwie ponadpodstawowe.
Szkoły podstawowe:
- Grundschule Kalbach[9]
- Grundschule Riedberg[10]
- Marie-Curie-Schule (dawn. Grundschule Riedberg II)[11]
- Grundschule Riedberg 3[12]

Szkoły ponadpodstawowe:
- Gymnasium Riedberg[1]
- IGS Kalbach-Riedberg[13]

Kampus Uniwersytecki Riedberg należący do Uniwersytetu im. Johanna Wolfganga Goethego przylega bezpośrednio do dzielnicy Kalbach-Riedberg, należy jednak administracyjnie do dzielnicy Niederursel.

## Kościoły

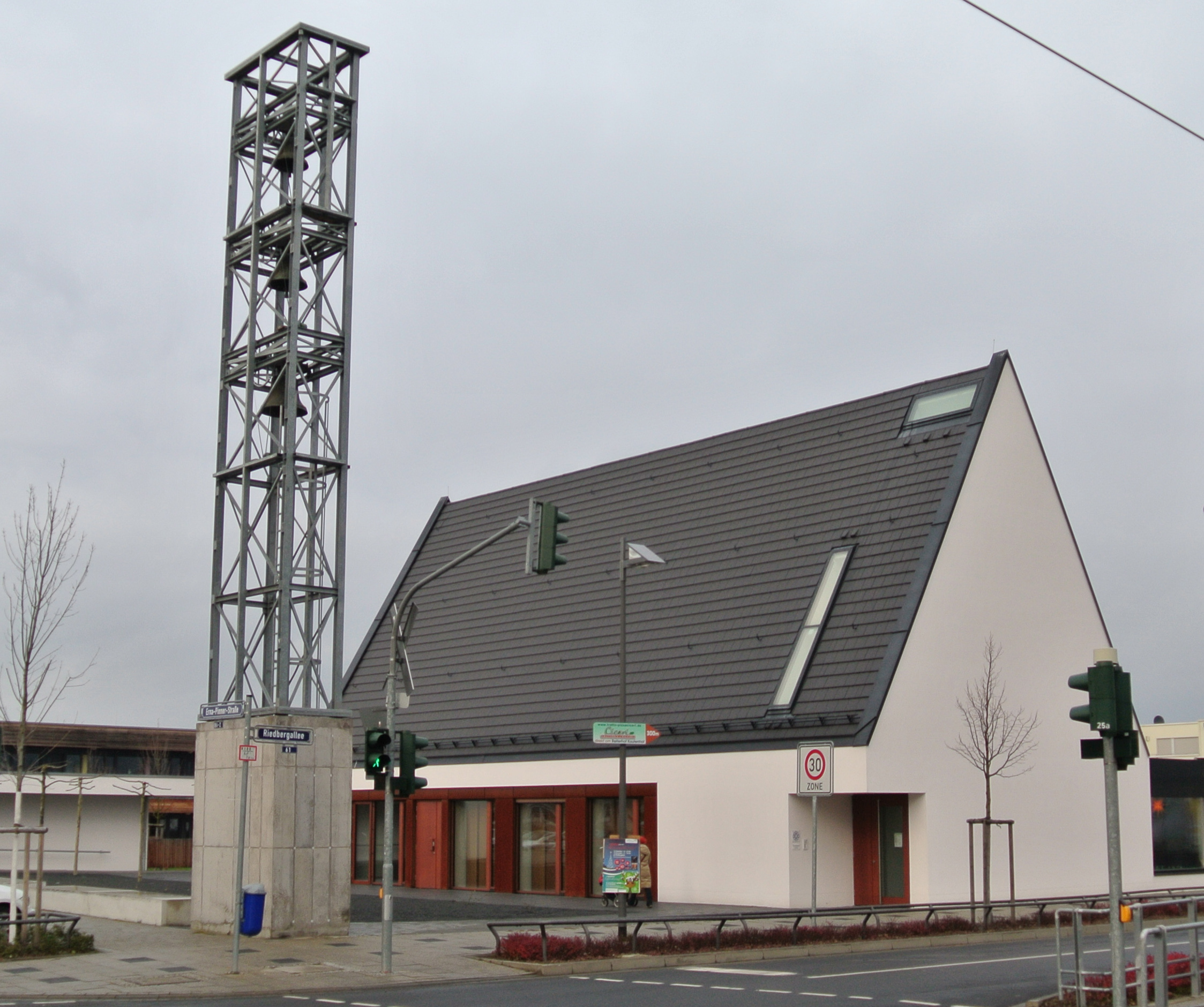
Kościół ewangelicki Riedberg

W dzielnicy Kalbach-Riedberg znajdują się trzy kościoły:
- kościół ewangelicki Riedberg, inaugurowany 27 marca 2011[14]
- kościół św. Wawrzyńca (Kalbach), rzymskokatolicki[15], barokowy z XVIII w.[5]
- kościół św. Edyty Stein (Riedberg), rzymskokatolicki[15], konsekrowany przez administratora apostolskiego Diecezji Limburg Manfreda Grothego 3 lipca 2016[16]

Oba rzymskokatolickie kościoły należą do parafii pod wezwaniem św. Katarzyny ze Sieny, powstałej w 2016 z połączenia siedmiu parafii na północy Frankfurtu.

## Komunikacja

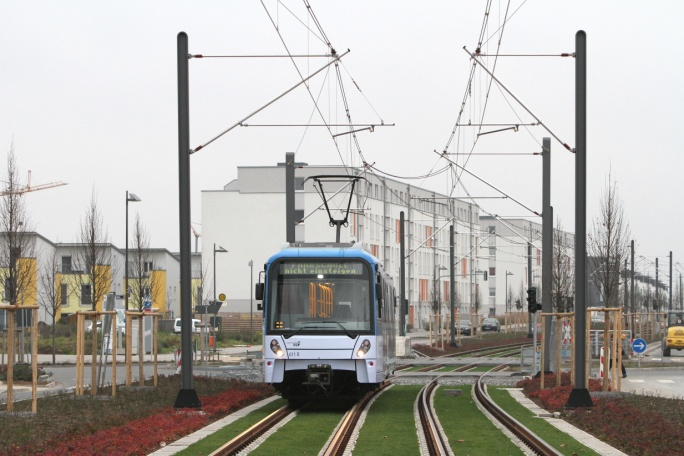
Naziemna trasa metra na osiedlu Riedberg (2010)

Na komunikację publiczną w dzielnicy Riedberg-Kalbach składają się linie metra oraz autobusowe.
Dzielnicę obsługują trzy stacje metra:
- Uni-Campus Riedberg na osiedlu Riedberg, linie U8 (Südbahnhof – Riedberg) i U9 (Ginnheim – Nieder-Eschbach)[17],
- Riedberg na osiedlu Riedberg, linie U8 (stacja końcowa) i U9[17],
- Kalbach położona w obrębie dzielnicy Bonames przy południowej granicy Kalbach, linie U2 (Südbahnhof – Bad Homburg) i U9 (Ginnheim – Nieder-Eschbach)[17]. Stację otwarto w roku 1910 około 1,7 km na południe od centrum ówczesnej wsi jako przystanek tramwaju regionalnego Kalbacher Weg i przekształcono w grudniu 1971 w stację metra. Stacja wyposażona jest w dwa perony boczne i została jesienią 2007 zmodernizowana[18].

Położone na otwartym 12 grudnia 2010 około czterokilometrowej długości odcinku stacje Uni-Campus Riedberg i Riedberg również wyposażone są w dwa perony boczne.
Linia autobusowa 29 łączy obie części dzielnicy (Riedberg i Kalbach) z osiedlem Nordweststadt poprzez Mertonviertel z jednej strony oraz z dzielnicami Nieder-Eschbach i Nieder-Erlenbach z drugiej (stan: listopad 2019). Ponadto Riedberg obsługuje regionalna linia autobusowa 251.